# Comunicadora FM
Comunicadora FM foi uma estação de rádio brasileira com sede no município do Rio de Janeiro, capital do estado homônimo, e outorga em São Gonçalo, cidade do mesmo estado. Operava no dial FM 104.5 MHz, sendo fundada no início da década de 1980 pelo radialista Armando Campos, ficando popular como Tropical FM.

## História
Fundada pelo radialista Armando Campos no início da década de 1980, a emissora foi lançada como Master FM e tinha programação popular. Pouco tempo depois, passou a ser chamada Tropical FM e já era muito famosa por ser a "rádio do samba", por lançar artistas do gênero e apoiar escolas de samba. A partir da década de 1990, a emissora passou a ter programação para outros gêneros populares. Em 1999, a Tropical FM é extinta e transformada na Scala FM, posteriormente Instrumental FM, uma emissora de música orquestrada voltada para escritórios.
O projeto de música orquestrada não dura muito e, no final do ano 2000, tem parte da programação arrendada à Igreja Universal do Reino de Deus. Já em 2001, a emissora foi completamente arrendada, transmitindo a Rede Aleluia. Durante o arrendamento, cogitou-se que a frequência seria assumida pela Jovem Pan FM, através da intenção de um grupo de lançar uma afiliada na capital. Esta afiliada só entrou no ar em 2012, com a estreia da Jovem Pan FM Rio de Janeiro pela Biz Vox.
O arrendamento da Igreja Universal durou até 12 de março de 2013, quando entrou no ar a Família FM, emissora ligada à Igreja da Família do bispo Gleibe de Andrade. A emissora tinha direção do radialista Alberto Brizola e a programação era de músicas evangélicas, transmissões esportivas, além de uma retransmissão do programa de rádio de Anthony Garotinho. Esta emissora ficou no ar até 31 de março de 2015, sendo que no dia seguinte a emissora assumiu a marca Comunicadora FM, somente com transmissão de músicas evangélicas. A transmissão foi encerrada em 14 de agosto de 2015, quando entrou no ar a programação de expectativa da Top Rio FM, emissora ligada ao Furacão 2000. A 104.5 ainda seria assumida por outra emissora, a Fanática FM, entre 2016 e 2018.
A Comunicadora FM retornou ao ar em 31 de março de 2018, continuando com a programação popular da Fanática FM. Em agosto de 2018, a frequência foi arrendada novamente e passou a transmitir a Mood FM, que ficou no ar somente até fevereiro de 2021. A partir da data, a frequência passou a ser de propriedade da WM Work Holding. Atualmente os 104.5 são da Rádio Positividade FM.